# Cadi
|  | Per a altres significats, vegeu «Cadi (desambiguació)». |

Un cadi (de l'àrab قاض, qāḍin) és, en el món musulmà, un jutge que aplica la xaria, la llei religiosa islàmica; en conseqüència els cadis tenen jurisdicció sobre aquells temes legals que afecten la xaria i exerceixen funcions civils, judicials i religioses. En aquest sentit, el cadi és un jutge de pau i un notari que regula certs actes de la vida quotidiana: casaments, divorcis, repudis, successions, herències, etc. El cadi rep aquest nom perquè té el poder de jurisdicció o qada. Cadi es troba a l'origen del mot «alcalde» (القاضي, al-qāḍī).